# Tore Tønne
Tore Tønne (5. marts 1948 – 20. december 2002) var en norsk politiker (Ap) og erhvervsleder. Han var koncerndirektør i Statoil, koncernchef i firmaet Norwegian Seafoods og sundhedsminister under Regeringen Jens Stoltenberg I (marts 2000–oktober 2001).
Tønne var uddannet civiløkonom og jurist. I december 2002 blev det kendt at Økokrim etferforskede Tønne for at have modtaget et honorar på 1,5 million kroner fra advokatfirmaet BA-HR for rådgivningsvirksomhed, som han i en seks ugers periode udførte for Kjell Inge Røkke under opkøbet af Kværner i efterlønsperioden efter ministerposten. Tønne havde skriftligt forsikret, at han ikke havde lønnet arbejde, og honoraret måtte derfor kamufleres ved hjælp af en falsk faktura fra BA-HR. Sagen førte til omfattende mediedækning. Økokrim rejste tiltale mod Tønne 20. december. Tønne blev meldt savnet om morgenen den 21. december 2002, og lige før klokken 19 samme dag blev han fundet død ved sin egen bil. Dødsfaldet blev hurtigt karakteriseret som en personlig tragedie.

## Ekstern henvisning
- Advokatbladet: Etterpåklokskap og nyttig lærdom: Bruråsutvalget kritiserer mediene Arkiveret 5. marts 2016 hos  Wayback Machine
- Adresseavisa: – Tenker på Tore hver dag. Interview med journalist på Dagblader, Gudleiv Forr
- VG Nett: Angriper Røkke og topp-politikere i Tore Tønne-bok
- Ukeavisen Ledelse: Røkke, ikke Tønne Arkiveret 11. oktober 2007 hos  Wayback Machine
- Stavanger Aftenblad: Tilbakeblikk på Tønne-saken, 5 år etter. December 2007 Arkiveret 8. februar 2008 hos  Wayback Machine